# П-филтар
П-филтар се користи да уклони наизменичну компоненту са излаза исправљача како би до потрошача доспела само једносмерна компонента исправљене струје.
Типичан П-филтар се састоји од кондензатора везаног паралелно са исправљачем, пригушнице везане редно за исправљач, и још једног кондензатора везаног паралелно са потрошачем.
1. Кондензатор C1 има малу импедансу за наизменичну компоненту струје са излаза исправљача, док у односу на једносмерну компоненту има бесконачно велику реактансу. Стога кондензатор скреће велики део наизменичне компоненте док једносмерна компонента наставља ка пригушници L.
2. Пригушница L представља велику импедансу за наизменичну компоненту, а при томе представља скоро нулту импедансу за једносмерну компоненту. Као резултат тога, једносмерна компонента пролази кроз пригушницу док је већи део наизменичне компоненте заустављен.
3. Кондензатор C2 скреће наизменичну компоненту коју пригушница није успела да блокира.

На овај начин само једносмерна компонента струје стиже до оптерећења.